# Birčna vas
Birčna vas je naselje v Mestni občini Novo mesto.
Naselje leži ob železniški progi Ljubljana - Metlika ter ob lokalni cesti Novo mesto - Uršna sela - Črnomelj. V kraju je osnovna šola od 1. do 5. razreda. Ime Birčna vas verjetno izhaja iz grajskih biričev, ki so živeli v bližini dvorca Ruperč vrh.